# Частина 6: В'язень
Частина 6: В'язень — шостий епізод американського телевізійного серіалу «Мандалорець». Написана Ріком Фамуївою, режисер він же та Крістофер Йост, випущений на «Disney+» 13 грудня 2019 року. Головну роль грає Педро Паскаль — Мандалорець, самотній мисливець за головами, який вирушає на завдання загадкового Клієнта. Українською мовою серія озвучена студією «Стругачка».

## Зміст
Мандалорець садить «Гострий гребінь» в ремонтній майстерні. Він допомагає давньому другові Рену в порятунку одного з його помічників — Квіна з раси твілеків, ув'язненого на тюремному кораблі Нової Республіки. Рен планує використовувати для місії корабель Мандо і відправляє разом з ним колишнього імперського снайпера Мейфілда, деваронця Берга, пілота-андроїда Зеро і твілеканку Шіан, сестру полоненого Квіна. Мейфілд відразу конфліктує із Мандалорцем. З Шіан у Мандо давні напружені стосунки. «Гострий гребінь» не розпізнається радарами Імперії і Нової Республіки — тому група планує висадитися на тюремний корабель в зоні сліпої плями. В часі польоту деваронець конфліктує з Мандо. В часі конфлікту відкривається сховое з Дитям.
Після доволі жорсткого прибуття на тюремний корабель на шляху до камер Мандалорець знищує шістьох дроїдів-охоронців і добираються до командної кімнати, де натикаються на солдата Нової Республіки. Після перепалки між Мейфілдом і Мандо Шіан вбиває солдата кинджалом, однак той встигає включити сигнальний маячок Нової Республіки — у викрадачів лишається близько 20 хвилин. Попри підняту тривогу, «команда» рятує Квіна. Однак тут же Берг, Мейфілд і Шіан замикають Мандо в тюремній камері — це була лише хитромудра комбінація.
Але Мандо за допомогою відірваної руки дроїда успішно тікає і, діставшись до командної кімнати, використовує системи спостереження й безпеки корабля для ізоляції колишніх «союзників». На «Гострому гребені» робот-навігатор починає переслідувати Дитя. Деваронець мало не вбиває Мандо; але його притискає запущена мисливцем перегородка. Мандалорець перемагає інших і захоплює в полон Квіна. Нуль знаходить Дитя — але вчасноп прибуває Мандо.
Мандалорець доставляє Квіна на станцію Рена і відлітає з отриманою від нього нагородою. Рен віддає наказ убити втікача Мандо, але в цей час Квін виявляє у себе активований сигнальний маячок Нової Республіки, за яким станцію Рена виявляють три республіканських зорельота «X-wing» і розстрілюють весь транспорт в ангарі, не даючи шансу на переслідування Мандалорця. Той на своєму кораблі разом з Дитиною пролітає повз винищувачів і стрибає в гіперпростір.
Мандалорець сам дає Малюку кульку з рукоятки погратися. В цей час на тюремному кораблі в камері сидять полонені Мандалорцем Мейфелд, Берг і Шіан.

## Сприйняття
На «Rotten Tomatoes» серія має рейтинг схвалення 83 % із рейтингом 7,6 з 10, базуючись на 29 відгуках. Висновок критиків вебсайту наступний: «Частина 6 пропонує більше екстремальних дій, що забезпечують багато цікавих моментів, але мало для поштовху сюжетної лінії вперед»
Алан Сепінволл з «Rolling Stone» надав позитивний огляд та відзначив, що «як і більшість серіалів до цього моменту, „В'язень“ не такий глибокий, як веселий. І це продовжує працювати досить добре». Кіт Фіппс з видання «New York Magazine» дав епізоду 4 зірки з 5 і написав: «Той, хто вважає, що „Мандалорець“ не мав достатньої кількості сумок з брудом до цього часу, не повинен мати претензій після цього епізоду». Фіппс порівняв епізод із фільмом «Веракрус» (вестерн з аморальними головними героями). Джо Скребельс з «IGN» надав епізоду 7,6 із можливих 10 і написав: «Це просто, ефективно й пропонує нам дико інше налаштування на інші, більш інтроспективні епізоди серіалу, оскільки, звичайно, кожному пограбуванню потрібні грабіжники». Кеті Райф з «The AV Club» зазначила що насолоджувалася епізодом, але була розчарована відсутністю відповіді: «Особисто я не проти цілком таємного шляху Мандалорця першого сезону з переключеннями між самостійними епізодами і великою сюжетною лінією настільки, доки побічні пригоди захоплюючі та повні крутих інопланетян й планет».
Тайлер Герско з «IndieWire» в негативному огляді заявив, що «останні три епізоди „Мандалорця“ були повністю взаємозамінними».
Епізод був номінований на премію «Primetime Emmy Award». Переможцем став епізод з «Зоряного шляху: Пікар».

## Знімались
- Педро Паскаль — Мандалорець
- Марк Бун Джуніор — Ранзар Малк
- Білл Барр — Мейфілд
- Наталія Тена — Ксіан
- Кленсі Браун — Барг
- Річард Айоаді — Зеро
- Карл Везерс — Гриф Карга
- Ісмаель Крус Кордова — Квін
- Метт Лантер — солдат Нової Республіки
- Дейв Філоні — Трапер Волф
- Рік Фамуїва — Джиб Доджер
- Дебора Чоу — Саш Кеттер